# Skolankowska Wola
Skolankowska Wola – wieś w Polsce, położona w województwie świętokrzyskim, w powiecie opatowskim, w gminie Iwaniska.
W latach 1975–1998 miejscowość administracyjnie należała do województwa tarnobrzeskiego.

Skolankowska Wola to rodzinna miejscowość bp. Jana Chrapka i ministra rolnictwa Marka Chrapka.

## Części wsi
| SIMC    | Nazwa    | Rodzaj    |
| ------- | -------- | --------- |
| 0794106 | Józefin  | część wsi |
| 0794112 | Michałów | część wsi |

## Zabytki
- Figurka Matki Boskiej z 1710 roku, obiekt czci mieszkańców Skolankowskiej Woli. Widnieje na niej herb, szara głowa lwa na błękitnym polu, z jego otwartej paszczy wydobywa się pięć płomieni. W Kronice Jana Długosza odnaleziono taki herb – należał on do rodu rycerskiego Zadora. Herbem tym od roku 1370 posługiwali się kolejni właściciele Brzezia, miejscowości położonej 4 km od Opatowa. Z rejestru poborowego powiatu sandomierskiego z 1508 roku wynika, że Brzezie w części należało do Mikołaja Russockiego. Z kart Kronik Długosza wynika, że w roku 1512 na tych terenach wielkie spustoszenie czynili Tatarzy. Legenda, którą przekazują sobie ustnie mieszkańcy Woli Skolankowskiej, głosi, że Mikołaj z Brzezia Russocki był wówczas chorążym i w Skolankowskiej Woli miała miejsce bitwa chorążego Mikołaja z Tatarami. Całe jego wojsko już poległo, a kiedy i jego koń padł, Mikołaj zatrzymał się na pagórku i zaczął modlić się do Matki Bożej, by uratowała mu życie. W tym momencie dostrzegł przed sobą głęboki dół w ziemi, wszedł tam i natychmiast otwór w ziemi oplotła pajęczyna. Tatarzy zobaczyli konia chorążego i przeszukali dokładnie miejsce, gdzie go znaleźli, lecz nie było śladu człowieka. Widzieli pajęczynę, która zasłaniała otwór w ziemi, ale to ich tylko utwierdziło w przekonaniu, że nikt nie mógł tam wejść. W podzięce za uratowanie życia Russocki postawił w tym miejscu figurę Matki Bożej z dzieciątkiem Jezus rękach. Mówiono, że Mikołaj zakopał pod figurą pieniądze, aby ludzie mieli za co przeprowadzić renowację. Miejscowa ludność opowiada, że to już druga figura na tym miejscu, wystawiona za pieniądze zakopane pod poprzednią figurą, gdyż ta jest potężna, złożona z kilku elementów. Trzysta lat temu taką figurę można było wykonać tylko ponosząc duże koszty.